# Seznam italijanskih filologov
Seznam italijanskih filologov.

## A
- Gregorio Alasia da Sommaripa
- Luigi Alfonsi?

## B
- Giorgio Bernardi Perini
- Francesco Maria Bovio (1750s-1830)
- Poggio Bracciolini
- Vittore Branca

## C
- Bartolomeo Calvi
- Luciano Canfora
- Gian Biagio Conte

## E
- Umberto Eco

## F
- Jacopo Facciolati
- Nunzio Federigo Faraglia
- Marsilio Ficino
- Egidio Forcellini
- Giovanni Frau

## G
- Leone Ginzburg (Lev Fjodorovič Ginzburg)

## K
- Hans Kitzmüller?
- Giacomo Klein

## L
- Ettore Lo Gatto (1890 - 1983)
- Vincenzo Longo

## M
- Claudio Magris
- Concetto Marchesi
- Giuseppe Marchetti?
- Giovanni Maver
- Geronimo Mercuriali

## N
- Fulvia Nicolodi (Fulvia Casella)
- Francesco Novati

## P
- Emilio Pasquini
- Giorgio Bernardi Perini
- Emilio Pianezzola
- Alessandro Portelli

## R
- Milko Rener
- Massimo Riva?

## S
- Anton Maria Salvini (1653-1729)

## T
- Clotilde Tambroni
- Niccolò Tommaseo
- Sebastiano Timpanaro
- Olga Trtnik por. Rossettini

## Z
- Sarah Zappulla Muscarà
- Nicola Zingarelli